# ギルバート・エリオット＝マーレイ＝キニンマウンド (第2代ミントー伯爵)
第2代ミントー伯爵ギルバート・エリオット＝マーレイ＝キニンマウンド（英: Gilbert Elliot-Murray-Kynynmound, 2nd Earl of Minto、1782年11月16日 - 1859年7月31日）は、イギリスの政治家・外交官。バス勲章ナイト・グランド・クロス勲爵士、枢密顧問官。父親がミントー伯爵に叙された1813年から自身が襲爵する1814年までは、「メルガンド子爵」の儀礼称号で称されていた。

## 経歴
後に初代ミントー伯爵となるサー・ギルバート・エリオット準男爵の長男として生まれる。母親のアンナ・マリア・アミアンドは、イギリス東インド会社の取締役やバーンスタプル選出庶民院議員を務めたサー・ジョージ・アミアンド準男爵の娘。イートン・カレッジを経てケンブリッジ大学セント・ジョンズ・カレッジ卒業。
1806年から1807年までデヴォン州のアシュバートン選挙区選出の、1812年から1814年までロックスバラシャー州選挙区選出のホイッグ党所属庶民院議員。1814年に父の死去によりミントー伯爵を相続し、貴族院議員となる。1832年より1834年までプロイセン駐箚イギリス特命全権公使。1835年、第2代メルバーン子爵ウィリアム・ラムの第2次内閣において第2代オークランド男爵ジョージ・イーデンの後任の海軍卿（First Lord of the Admiralty）となり入閣。続く第3次メルバーン内閣でも引き続き海軍卿となり、1841年まで務めた。1846年から1852年まで、ジョン・ラッセル卿（後の初代ラッセル伯爵）の第1次内閣では王璽尚書として入閣した。彼のホイッグ党内の影響力は、ラッセルの義父であることも関係していた。
1832年に枢密顧問官に列せられ、1834年にバス勲章ナイト・グランド・クロスを授けられた。
1859年7月31日に死去。長男のウィリアムがミントー伯爵を相続した。

## 家族
旅行記作家パトリック・ブライドンの娘のメアリ・ブライドン（1853年7月21日歿）と1806年に結婚、五男五女をもうけた。次男のサー・ヘンリー・エリオットは外交官となり、1876年から翌1877年にかけてイスタンブールで開催されたコンスタンティノープル会議に第3代ソールズベリー侯爵ロバート・ガスコイン＝セシルとともにイギリス代表として出席した。三男のサー・チャールズ・エリオットは海軍に入り、最終的に海軍元帥に任じられた。四女のレディ・フランシス・エリオットは初代ラッセル伯爵ジョン・ラッセルと結婚した。